# 16 ربيع الآخر
- السبت
- الأحد
- الاثنين
- الثلاثاء
- الأربعاء
- الخميس
- الجمعة

- 2528 سبتمبر 2024
- 2629 سبتمبر 2024
- 2730 سبتمبر 2024
- 281 أكتوبر 2024
- 292 أكتوبر 2024
- 303 أكتوبر 2024
- 14 أكتوبر 2024
- 25 أكتوبر 2024
- 36 أكتوبر 2024
- 47 أكتوبر 2024
- 58 أكتوبر 2024
- 69 أكتوبر 2024
- 710 أكتوبر 2024
- 811 أكتوبر 2024
- 912 أكتوبر 2024
- 1013 أكتوبر 2024
- 1114 أكتوبر 2024
- 1215 أكتوبر 2024
- 1316 أكتوبر 2024
- 1417 أكتوبر 2024
- 1518 أكتوبر 2024
- 1619 أكتوبر 2024
- 1720 أكتوبر 2024
- 1821 أكتوبر 2024
- 1922 أكتوبر 2024
- 2023 أكتوبر 2024
- 2124 أكتوبر 2024
- 2225 أكتوبر 2024
- 2326 أكتوبر 2024
- 2427 أكتوبر 2024
- 2528 أكتوبر 2024
- 2629 أكتوبر 2024
- 2730 أكتوبر 2024
- 2831 أكتوبر 2024
- 291 نوفمبر 2024
- 302 نوفمبر 2024
- 13 نوفمبر 2024
- 24 نوفمبر 2024
- 35 نوفمبر 2024
- 46 نوفمبر 2024
- 57 نوفمبر 2024
- 68 نوفمبر 2024

16 ربيع الآخر أو 16 ربيع الثاني أو يوم 16 \ 4 (اليوم السادس عشر من الشهر الرابع) هو اليوم الخامس بعد المائة (105) من أيَّام السنة (أو السادس بعد المائة لو كان شهر صفر مُتممًا لليوم الثلاثين) وفق التقويم الهجري القمري (العربي). يبقى بعده 249 أو 250 يومًا لانتهاء السنة.

## أحداث
- 513 هـ - تولي أبو المنصور الفضل المسترشد بالله عرش الدولة العباسية.
- 1270 هـ - الجيش الإمبراطوري الروسي يتعرض لهزيمة قاسية في «معركة جاتانا» في رومانيا من الجيش العثماني، وأدت المعركة إلى فشل الروس في طرد العثمانيين من رومانيا.
- 1273 هـ - البحرية العثمانية تُنزِل إلى البحر السفينة «فتحية» آخر سفينة شراعية صنعت في مصنع إستانبول للسفن، وقد خدمت هذه السفينة في البحرية كسفينة تدريب مدة 47 عامًا.
- 1296 هـ - حاكم مصر الخديوي إسماعيل يقرر طرد الوزيرين البريطاني والفرنسي من الحكومة المصرية.
- 1316 هـ - هزيمة قوات المهدية في معركة كرري على يد قوات بريطانية مصرية بقيادة هربرت كتشنر.
- 1352 هـ - وقوع مذبحة سميل التي قام بها الجيش العراقي ضد الآشوريون في بلدة سميل بشمال العراق.
- 1368 هـ -
  - إعدام يوسف سلمان يوسف وثلة من رفاقه من مؤسسي الحزب الشيوعي العراقي.
  - انعقاد أول اجتماع للكنيست الإسرائيلي.
- 1396 هـ - منتخب الكويت لكرة القدم يفوز بكأس بطولة الخليج الرابعة والمقامة في دولة قطر.
- 1402 هـ - تأسيس الحزب الشيوعي الفلسطيني في الضفة الغربية وقطاع غزة والشتات، وتغير اسم الحزب لاحقًا ليكون حزب الشعب الفلسطيني.
- 1404 هـ - وقوع انتفاضة الخبز بالمغرب احتجاجًا على ارتفاع كلفة المعيشة وتطبيق رسوم إضافية على التعليم.
- 1420 هـ - كان هذا يوم جمعة وفيه أدى الملك محمد السادس رسميًا صلاة الجمعة، وألقى أول خطاب للعرش. واعتُمِد اليوم الموافق لهذا التاريخ وهو 30 يوليو 1999م رسميا يوم الاحتفال بعيد العرش.
- 1425 هـ - إلقاء القبض على «عمر بازياني» أحد مساعدي أبو مصعب الزرقاوي في العراق.
- 1429 هـ - رئيس مجلس النواب اللبناني نبيه بري بعد تأجيل الجلسة الثامنة عشر لانتخاب رئيس الجمهورية يعلن إنه لن يدعي لجلسات انتخابية أخرى إلا بعد انعقاد حوار بين الفرقاء اللبنانيين حيث يتم التوصل إلى اتفاق حول نسب المشاركة بالحكومة وإطار قانون الانتخاب.
- 1431 هـ - المفوضة العليا للانتخابات في العراق تعلن نتائج الانتخابات البرلمانية التي أجريت قبل 19 يومًا، وكانت النتيجة حصول القائمة العراقية برئاسة إياد علاوي على 91 مقعدًا، وائتلاف دولة القانون برئاسة رئيس الوزراء نوري المالكي على 89 مقعدًا، والائتلاف الوطني العراقي على 70 مقعدًا، والتحالف الكردستاني على 43 مقعدًا، ورئيس الوزراء نوري المالكي يعلن أن النتائج التي أعلنت ليست نهائية ويدعو إلى إعادة الفرز يدويًا وبطريقة أكثر شفافية.
- 1436 هـ - مجلس نواب الشعب التونسي يعطي الثقة للحكومة الجديدة برئاسة الحبيب الصيد.

## مواليد
- 1329 هـ - محمد متولي الشعراوي، عالم مسلم مصري وأحد مجددي عصره.
- 1356 هـ - نواف الأحمد الجابر الصباح، ولي العهد في دولة الكويت.
- 1366 هـ - رؤوف بن عمر، ممثل تونسي.
- 1389 هـ - بدرية أحمد، ممثلة إماراتية.
- 1390 هـ - رشيد بن الحسن، ابن الحسن الثاني ملك المغرب.
- 1395 هـ - أحمد زاهر، ممثل مصري.
- 1402 هـ -
  - حصة اللوغاني، إعلامية كويتية.
  - حمد الطيار، لاعب كرة قدم كويتي.
- 1404 هـ - حسين ياسر، لاعب كرة قدم قطري من أصل مصري.
- 1410 هـ - بشاير حسين، ممثلة كويتية.

## وفيات
- 365 هـ - أبو تميم معدّ المعز لدين الله، رابع الخلفاء الفاطميين في إفريقية وأولهم في مصر والإمام الرابع عشر من أئمة الإسماعيلية.
- 512 هـ - أبو العباس أحمد المستظهر بالله، الخليفة العباسي الثامن والعشرون.
- 655 هـ - شجر الدر، أول سلطانة مملوكية.
- 1276 هـ - أبو الحسن الجندقي: شاعر، كاتب ومتصوف إيراني.
- 1368 هـ - يوسف سلمان يوسف، أحد مؤسسي الحزب الشيوعي العراقي.
- 1409 هـ - محمد بن عبد العزيز آل سعود، رئيس مجلس الأسرة المالكة السعودية.
- 1440 هـ - محمود الهاشمي الشاهرودي، سياسي ومرجع دين إيراني.

## وصلات خارجية
- موقع قصة الإسلام: حدث في شهر ربيع الأوَّل.